# XZ Большого Пса
XZ Большого Пса (лат. XZ Canis Majoris) — одиночная переменная звезда в созвездии Большого Пса на расстоянии (вычисленном из значения параллакса) приблизительно 17960 световых лет (около 5507 парсеков) от Солнца. Видимая звёздная величина звезды — от +13,39m до +12,32m.

## Характеристики
XZ Большого Пса — жёлтая пульсирующая переменная звезда, классическая цефеида (DCEP) спектрального класса G-F. Эффективная температура — около 6000 К.